# Frank Woodley
Frank Woodley, nato Frank Wood, (Melbourne, 29 febbraio 1968), è un cabarettista, conduttore televisivo, attore teatrale e scrittore australiano, noto soprattutto per il suo lavoro al fianco di Colin Lane come parte del duo comico Lano e Woodley. I due si sono esibiti insieme per quasi 20 anni in spettacoli dal vivo, una serie televisiva e un album di canzoni comiche, prima di decidere di intraprendere una carriera individuale nel 2006. Hanno annunciato il loro ritorno insieme nel novembre 2017.

## Vita privata
Il nome alla nascita di Woodley era Frank Wood, il più giovane di sette figli. Crebbe nella periferia di Melbourne, dove la sua famiglia gestiva un bar latteria a Glen Waverley. Adottò il nome d'arte Frank Woodley, tratto da un soprannome d'infanzia, quando iniziò a recitare come parte del duo comico Lano e Woodley nel 1993 e nel 2000 il suo nome fu cambiato con un atto unilaterale per evitare confusione. Frank è sposato e la coppia ha un figlio e una figlia e vive nella zona nord di Melbourne.

## Carriera

### Lano e Woodley
Woodley si è esibito con il collega Colin Lane come parte del duo comico Lano e Woodley per un periodo di quasi 20 anni. I due si erano incontrati per mezzo di theatresports a metà degli anni '80 e si sono esibiti insieme per la prima volta in una serata a microfono aperto, facendosi chiamare The Found Objects, al Prince Patrick Hotel di Collingwood, Victoria nel 1987 insieme al loro amico Scott Casley. Nei sei anni successivi il trio si è esibito in locali di tutta l'Australia e all'Edinburgh Festival Fringe. Diventarono semi-regolari in The Big Gig della ABC TV, uno spettacolo noto per aver dato impulso alle carriere di nuovi attori comici; ebbero il loro programma radiofonico commerciale per sei mesi e fecero parte dello show di sketch di breve durata della Seven Network, The Comedy Sale. Quando nel 1992 Casley si trasferì ad Alice Springs, Woodley e Lane decisero di continuare come duo, traendo il nome dai soprannomi della giovinezza.
Nei panni di Lano e Woodley, i due adottano personaggi umoristici sul palco, con Woodley che interpreta un "buffo ingenuo" che è spesso vittima di bullismo dal personaggio pomposo e controllante di Lane. Il loro primo spettacolo come duo comico, Fence, debuttò nel 1993. Andò in tournée in tutta l'Australia, vincendo il Moosehead Award al Melbourne International Comedy Festival per il miglior atto e alla fine fu portato all'Edinburgh Festival Fringe nel 1994, dove vinse il prestigioso Perrier Comedy Award. Successive produzioni dal vivo hanno compreso Curtains, Glitzy, Slick, Bruiser, The Island e il loro spettacolo d'addio del 2006, Goodbye. Nel 2000, hanno co-ospitato il Melbourne Comedy Gala televisivo.
Woodley e Lane hanno creato due programmi televisivi insieme. Le avventure di Lano e Woodley, presentato per la prima volta sulla ABC nel 1997, era una serie comica in cui i due vivevano insieme in un appartamento immaginario della periferia di Melbourne e si cacciavano spesso nei guai. Andò in onda per due stagioni, diventando il primo spettacolo australiano ad essere venduto alla BBC e andando in onda in altri 38 paesi. Sebbene fosse stata loro offerta l'opportunità di fare la serie in Inghilterra, la coppia decise di rimanere in Australia perché non volevano vivere a Londra. Nel 2004 il loro spettacolo dal vivo, The Island, è stato girato come speciale televisivo e trasmesso su The Comedy Channel. Il duo ha anche pubblicato un album, Lano & Woodley Sing Songs e un romanzo, Housemeeting.
Nel 2006 dopo quasi 20 anni di lavoro insieme, Woodley e Lane hanno deciso di separarsi. Woodley ha affermato che la divisione era dovuta al desiderio di perseguire nuove sfide. "Eravamo ormai arrivati al punto in cui sentivamo di dover prendere una decisione", disse. "O avremmo trascorso i prossimi 20 anni continuando con questo, questa sarebbe stata la nostra carriera, le nostre vite per sempre, e non sarebbe stata una cosa terribile, oppure avremmo potuto dire: 'Diamo un po' più di vivacità alle nostre vite'." In un tour finale il duo ha viaggiato attraverso 37 città australiane con il loro spettacolo d'addio, Goodbye.
Nel 2018 il duo ha ripreso i ruoli di Lano e Woodley per uno spettacolo intitolato FLY, che ha vinto il People's Choice Award del Melbourne Comedy Festival 2018.

### Lavoro come solista
Woodley ha fatto il suo debutto da solista nel 2003 al Melbourne International Comedy Festival con The Happy Dickwit, uno spettacolo su "un sacco di idee non correlate". Da allora si è esibito in numerosi spettacoli di cabaret da solista e nel 2008 ha debuttato in un'opera personale intitolata Possessed. Diretto da Kate Denborough e caratterizzato dalla musica di Paul Mac, Possessed è la storia di Louie, un solitario recluso che si innamora e diventa posseduto dal fantasma di una vittima di un naufragio del 19º secolo. Woodley dice che lo spettacolo è nato dal desiderio di fare una grande mostra personale e dal suo interesse nel fare una commedia romantica: "Quindi stavo pensando che forse avrei potuto fare una commedia romantica da solista in cui mi innamoravo di me stesso. Anche se era inizialmente solo uno stupido scherzo, ho iniziato a pensare di farmi possedere da un fantasma e poi mi sono innamorato del fantasma. Dovevo aiutarla a liberarla dalla maledizione a cui era sottoposta". Lo spettacolo è stato in tournée sia a livello nazionale che internazionale e trae ispirazione da Buster Keaton, Charlie Chaplin, Don Adams, Peter Sellers, Jerry Lewis e Stanlio e Ollio.
Woodley ha interpretato un veterinario televisivo di nome Frank Woodley nel dodicesimo episodio della serie televisiva australiana del 1998 The Games.
Ha fatto regolarmente apparizioni come ospite alla televisione australiana, tra cui Spicks and Specks, Good News Week, Thank God You're Here, The Sideshow, Big Question, Rove Live, Australia's Brainiest Comedian & Show Me the Movie!. Nel 2008 è apparso in una serie di spot televisivi per Metlink che promuoveva i trasporti pubblici a Melbourne, in particolare gli autobus.
Nel 2007 Woodley si è esibito nello spettacolo teatrale The Complete Works of William Shakespeare (Abridged), una produzione di 97 minuti che comprende 37 opere shakespeariane.
Dal 2008 al 2009 Woodley ha co-ospitato una commedia australiana classica su The Comedy Channel chiamata Aussie Gold ogni sabato sera.
Nel 2012 ha avuto un piccolo ruolo nella commedia australiana Kath & Kimderella. Nel 2015 ha recitato nel ruolo dell'accalappiacani in Oddball.
Oltre ad essere un comico Woodley è anche un autore per bambini e sta scrivendo una serie di libri per bambini chiamati "Kizmet".

Nel 2020 ha partecipato alla prima stagione della serie comica del concorso Amazon Prime "LOL: Last One Laughing", vincendo il primo premio.

## Woodley
Un nuovo progetto televisivo intitolato Woodley è stato trasmesso nel 2012. È una commedia visiva di mezz'ora su un uomo dall'aspetto in gran parte innocente che è coinvolto nei problemi del mondo reale. La serie segue i suoi tentativi di legare con sua figlia e la sua ex moglie (Justine Clarke), anche se questo si rivela difficile per la Woodley incline agli incidenti, mentre cerca di andare avanti con la sua vita con il suo nuovo partner Greg. Lo spettacolo è stato annunciato con una serie di altri progetti con un finanziamento di 1,2 milioni di dollari dal governo del Victoria. Lo spettacolo è stato presentato in anteprima mercoledì 22 febbraio alle 20:00 su ABC1.
Lo spettacolo è costruito attorno a un uso estensivo dell'umorismo visivo (spesso slapstick), piuttosto che del dialogo, sebbene anche questo sia usato con parsimonia.